# Didymella lophospora
Didymella lophospora är en svampart som först beskrevs av Sacc. & Speg., och fick sitt nu gällande namn av Pier Andrea Saccardo 1882. Didymella lophospora ingår i släktet Didymella, ordningen Pleosporales, klassen Dothideomycetes, divisionen sporsäcksvampar och riket svampar.   Inga underarter finns listade i Catalogue of Life.